# Harvard Law School

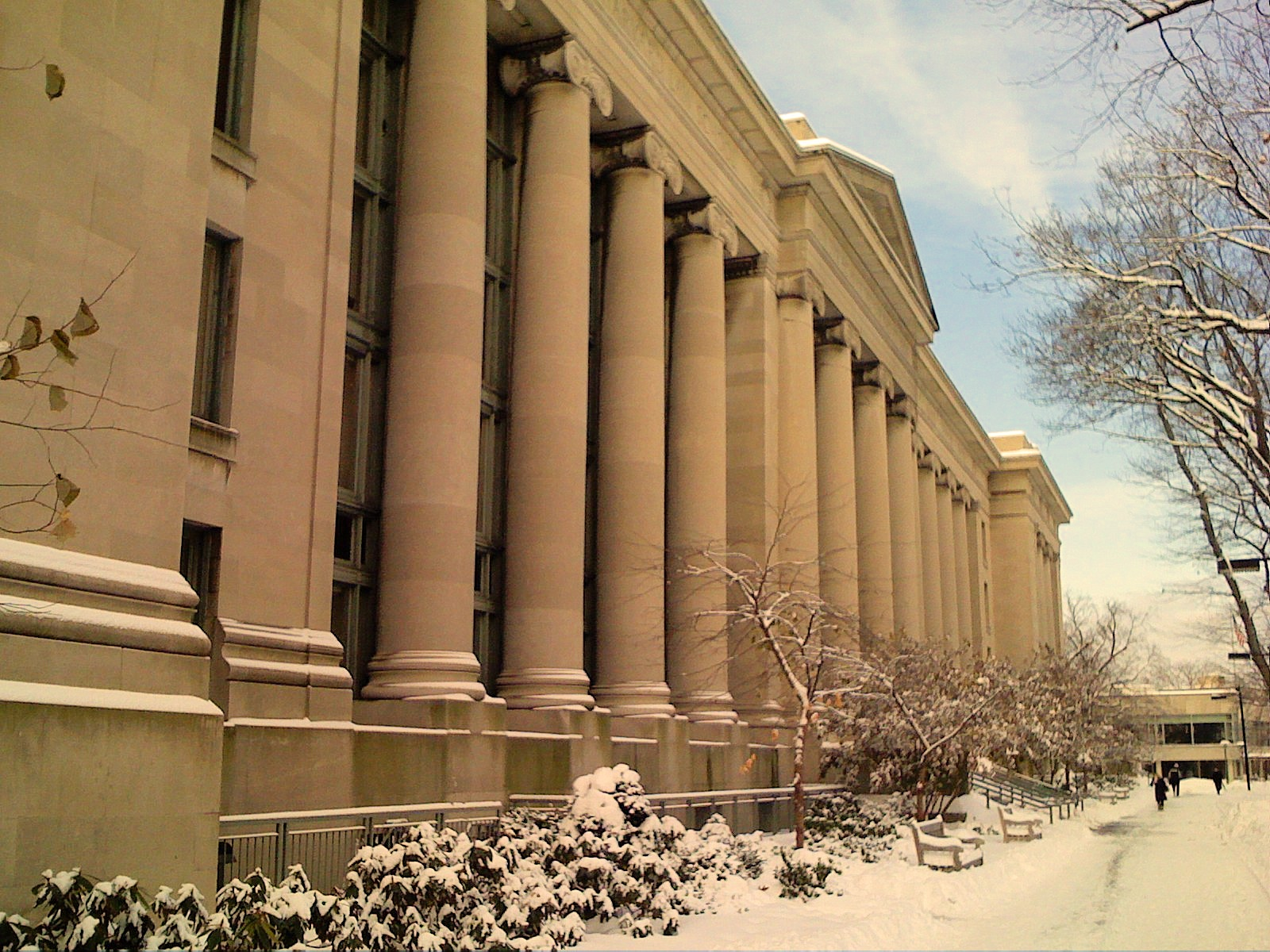
Langdell Hall, eines der Gebäude der Harvard Law School

Die Harvard Law School (kurz Harvard Law oder HLS) ist eine der Graduate Schools an der US-amerikanischen Harvard University in Cambridge (Massachusetts), einem Vorort von Boston. Sie wurde 1817 gegründet und ist die älteste durchgängig betriebene Law School der Vereinigten Staaten sowie eine der renommiertesten der Welt. Im Ranking der Zeitschrift U.S. News & World Report befand sie sich in den letzten Jahren stets auf dem zweiten oder dritten Platz der amerikanischen Law Schools, hinter Yale und teilweise auch Stanford, im QS World University Ranking hingegen weltweit auf dem ersten Platz. Der Aufnahmeprozess ist sehr selektiv, zum Studienjahr 2017/18 wurden nur 12,8 Prozent der Bewerber angenommen. Dabei nimmt Harvard mit etwa 560 Studenten pro Jahr wesentlich mehr Studenten auf als alle anderen vergleichbar renommierten Law Schools – etwa so viele wie Yale, Stanford und Chicago zusammen. Die Harvard Law School verfügt über die größte rechtswissenschaftliche Bibliothek der Welt.

## Geschichte
Im Jahr 1781 musste der reiche britische Loyalist und Sklavenhalter Isaac Royall jr. im Zuge der Amerikanischen Revolution nach Kanada fliehen und vermachte der Universität Harvard daher seine Ländereien in Massachusetts mit der Maßgabe, dass mit dem daraus erwirtschafteten Vermögen eine Professur für Recht, Physik oder Anatomie geschaffen werden sollte. Im Jahr 1815 wurde mit diesen Mitteln schließlich die erste Professur für Recht an der Universität Harvard eingerichtet und zwei Jahre später, 1817, eine rechtswissenschaftliche Fakultät gegründet. Das Wappen der Familie Royall war bis 2016 das offizielle Logo der Harvard Law School, dann wurde es, nachdem man wie von Studenten gefordert eine Untersuchung zu seiner Herkunft durchgeführt hatte, abgeschafft.
Im Jahr 1827 hatte die Fakultät nach wie vor nur eine Professur und kämpfte ums Überleben, bis der wohlhabende Alumnus Nathan Dane eine weitere Professur stiftete, die mit dem Richter am Supreme Court Joseph Story prominent besetzt wurde, woraufhin die Law School eine Zeit lang „Dane Law School“ hieß. Storys Streben nach wissenschaftlicher Exzellenz verhalf der Law School zu einem gewissen Aufschwung, dennoch blieben die Studentenzahlen relativ niedrig, sodass man in der zweiten Hälfte des Jahrhunderts die bisherigen Aufnahmevoraussetzungen zunächst lockerte und 1869 sogar gänzlich abschaffte.
In den 1870er Jahren etablierte die Harvard Law School unter ihrem Dekan Christopher Columbus Langdell das Kurrikulum für das erste Studienjahr (Vertragsrecht, Deliktsrecht, Sachenrecht, Strafrecht und Zivilprozessrecht), das zum Standard an amerikanischen Law Schools wurde, und führte das Lernen mit Fallbüchern ein, heute ebenfalls Standard. Der Ruf der Law School nahm in dieser Zeit kontinuierlich zu. Ab dem 20. Jahrhundert galt die Harvard Law School als eine der kompetitivsten des Landes. Nach zunehmender Kritik in der zweiten Hälfte des Jahrhunderts an der großen Rivalität unter den Studierenden übernahm man schließlich das in Yale entwickelte Konzept, den Wettbewerb weitgehend auf einen sehr selektiven Zulassungsprozess vorzuverlagern, während des Studiums hingegen auf eine kollegiale Atmosphäre zu achten.
Im Jahr 2006 nahm die Harvard Law School zum ersten Mal seit langer Zeit umfangreiche Änderungen am Kurrikulum für das erste Studienjahr vor, es sieht nunmehr auch Verwaltungsrecht, internationales Recht und methodische Veranstaltungen vor. Zudem wurde 2008 das Bewertungssystem „Honors/Pass/Low Pass (H/P/LP)“ von anderen Law Schools wie Yale und Stanford übernommen.

## Lehrangebot und Organisationen
Neben dem regulären J.D.-Programm bietet die Harvard Law School auch ein LL.M.-Programm an, das sich in erster Linie an ausländische Studenten richtet; auch alle weiterführenden akademischen Grade können an der Harvard Law School erworben werden.
Die Harvard Law School verfügt über mehr als 50 studentische Organisationen, von den in den USA üblichen studentischen Rechtszeitschriften über einen Theaterclub bis hin zu politischen, sozialen und sportlichen Gruppen. Das erstmals 1887 herausgegebene, von Studenten betreute Harvard Law Review gehört zu den renommiertesten Rechtszeitschriften der Vereinigten Staaten. Dessen Redaktion gibt auch das Bluebook heraus, das die in den USA üblichen rechtswissenschaftlichen Zitierregeln beinhaltet. Daneben werden zahlreiche weitere Zeitschriften zu spezifischen Rechtsbereichen herausgegeben:
- Harvard Civil Rights-Civil Liberties Law Review
- Harvard Journal on Racial & Ethnic Justice
- Harvard Environmental Law Review
- Harvard Human Rights Journal
- Harvard International Law Journal
- Harvard Journal of Law & Gender
- Harvard Journal of Law & Public Policy
- Harvard Journal of Law and Technology
- Harvard Journal of Sports and Entertainment Law
- Harvard Journal on Legislation
- Harvard Latino Law Review
- Harvard Law & Policy Review
- Harvard National Security Journal
- Harvard Negotiation Law Review
- Unbound: Harvard Journal of the Legal Left
- Harvard Business Law Review

## Alumni

Barack Obama, Alumnus der Harvard Law School

Die Harvard Law School hat zahlreiche bekannte Alumni hervorgebracht, darunter mit Rutherford B. Hayes und Barack Obama zwei Präsidenten der Vereinigten Staaten, des Weiteren sieben gegenwärtige US-Senatoren, namentlich Ted Cruz, Mike Crapo, Tim Kaine, Jack Reed, Chuck Schumer, Tom Cotton und Mark Warner. Auch der ehemalige Präsident Taiwans Ma Ying-jeou, der ehemalige Weltbankpräsident Robert Zoellick, das ehemalige Mitglied des WTO Appellate Body Jennifer Hillman und die ehemalige UN-Menschenrechtskommissarin Navanethem Pillay zählen dazu.
Die Harvard Law School hat mit sechzehn Richtern des United States Supreme Court so viele gestellt wie keine andere Universität, darunter mit John Roberts, Neil Gorsuch, Stephen Breyer und Elena Kagan alleine vier der gegenwärtigen neun Richter. Dazu kommen zahlreiche weitere hochrangige amerikanische und auch ausländische Juristen ebenso wie Geschäftsführer großer Unternehmen.
Zu den zahlreichen renommierten Rechtswissenschaftlern, die Absolventen der Harvard Law School sind, gehören etwa Yochai Benkler, Amy Chua, Sujit Choudhry, Robert C. Clark, Ronald Dworkin, Louis Henkin, Harold Koh, Richard Posner, Jed Rubenfeld,  Cass Sunstein und Tim Wu.